# Stilpnotia platyrhabda
Stilpnotia platyrhabda är en fjärilsart som beskrevs av Collenette 1931. Stilpnotia platyrhabda ingår i släktet Stilpnotia och familjen tofsspinnare. Inga underarter finns listade i Catalogue of Life.